# Pena de morte na Rússia
Atualmente, a pena de morte não é aplicada na Rússia.  A Rússia tem uma moratória implícita estabelecida pelo presidente Boris Yeltsin em 1996 e uma moratória explícita, estabelecida pelo Tribunal Constitucional da Rússia em 1999 e mais recentemente reafirmada em 2009. A Rússia não executou ninguém desde 1996. 

## Parecer russo sobre a prática na Europa
Depois que dois terroristas foram executados na Bielorrússia em 2012 por seu papel no atentado no metrô de Minsk em 2011, o ministro das Relações Exteriores da Rússia, Sergey Lavrov, disse que exortou todos os países europeus a se unirem à moratória, incluindo a Bielorrússia. No entanto, ele disse que é um assunto interno de cada estado e que, apesar de condenar a execução, a Rússia ainda era um grande apoiador da guerra ao terror.

## Procedimento
Historicamente, vários tipos de punição capital eram usados na Rússia, como enforcamento, roda, queima, decapitação, flagelação por knout até a morte etc. Durante os tempos de Ivan, o Terrível, a pena de morte  muitas vezes assumiu formas exóticas e torturantes, sendo o empalamento um dos tipos mais comuns. Certos crimes sofreram formas específicas de pena de morte, por exemplo, falsificadores de moedas foram executados derramando chumbo derretido em suas gargantas, enquanto certos crimes religiosos eram puníveis com a queima.
Nos tempos seguintes a Pedro, o Grande, enforcar soldados e atirar em civis se tornou o meio padrão de execução, embora certos tipos de punição corporal não letal, como chicotadas ou canas, possam resultar na morte do condenado.
Na União Soviética e na Rússia pós-soviética, os condenados aguardavam execução por um período de 9 a 18 meses desde a primeira sentença. Esse era o tempo normalmente necessário para que 2-3 apelos fossem processados pelo sistema jurídico soviético, dependendo do nível do tribunal que sentenciou o condenado à morte. O tiroteio era o único meio legal de execução, embora o procedimento exato nunca tenha sido codificado.
O processo era geralmente realizado por um único executor, limitando o uso de pelotões de fuzilamento a execuções em tempo de guerra. O método mais comum era fazer o condenado entrar em uma sala sem saída e atirar nele por trás na parte de trás da cabeça com uma pistola. Em alguns casos, o condenado poderia ser forçado de joelhos. Dizia-se que algumas prisões tinham salas especialmente projetadas com fendas de incêndio, enquanto em outras o condenado estava preso ao chão, a cabeça encostada a um buraco de drenagem de sangue. Outro método era fazer o condenado sair do prédio da prisão, onde era esperado pelo carrasco e por um caminhão com o motor e os faróis acesos. As luzes cegavam e desorientavam o condenado, enquanto o barulho do motor abafava o tiro. Às vezes, a execução era realizada ao ar livre em frente ao túmulo em que o condenado deveria ser enterrado.
Os corpos dos criminosos executados e dissidentes políticos não foram entregues aos parentes, mas sim enterrados em sepulturas anônimas em locais não revelados.